# Silkroad Online
Silkroad Online is een gratis MMORPG die is ontwikkeld door het bedrijf Joymax. Het spel is gelanceerd op 11 november 2005, waaraan mensen deel konden nemen in de open-beta. Veel van de game is gebaseerd op de historische zijderoute. Het unieke aan SilkRoad is dat het zich focust op een driehoeksverhouding tussen de Merchants, Hunters en Thiefs. SilkRoad wordt gewaardeerd om zijn uitstekende graphics, terwijl het gratis te spelen is.
Spelers kunnen nadat zij level 20 hebben gehaald, kiezen uit een van de drie banen. Tot nu toe is het maximale te bereiken level 120. De uitbreiding: 'Silkroad Online Legend I, Europe' biedt nieuwe mogelijkheden voor Europese gebruikers, in de vorm van kleding, attributen en architectuur.

## Geschiedenis
SilkRoad is gebaseerd op de zijderoute die naar China liep, een historisch netwerk van handelsroutes. De game bootst dit op kleinere schaal na. De route ontstond doordat zowel China als het Midden-Oosten steeds dichter naar elkaar toe kropen. Alexander de Grote kwam tot diep in Azië, en de Romeinen kwamen tot de Eufraat. De Xiongnu maakte het handelen lastig, en sloten de route regelmatig af. Chinese ontdekkers hebben waarschijnlijk de route verkend en de Grieks-Bactrische gebieden bezocht rond 300 v.Chr. Waarschijnlijk hebben Joodse handelaren ook mee geholpen aan de route. De route is niet per direct één route, het zijn er meerdere die door heel China lopen.

## Gameplay

### Locaties
In Silkroad Online bestaan er velden (fields), steden (towns), kerkers (dungeons) en gevechtsgronden (battlegrounds)

#### Velden
De wereld is verdeeld in elf grote delen, de zogenaamde 'velden': China, West-China, de 'Oase' (Oasis, vroeger Oasis Kingdom), Taklamakan, Centraal-Azië (Central Asia), Klein-Azië (Asia Minor), Oost-Europa (Eastern Europe), en de 'Roc-berg' (Roc Mountain); later zijn er nieuwe gebieden toegevoegd voor spelers boven level 95, dit zijn het 'Deltaveld' (Delta Field), de 'Koningsvallei' (King's Valley) en de 'Storm- en Wolkenwoestijn' (Storm and Cloud Desert). Elk deel heeft verschillende levels monsters. Binnen de werelddelen zijn er weer gebieden een bepaalde reikwijdte aan levels monsters; zo heeft Oost-Europa de gebieden 'Gouden Vlakte' (Golden Plain) met monsters van level 1 t/m 4, en het 'Woud van Verdriet' (Forest of Sorrow) van level 5 t/m 12. Het level is progressief naarmate men de Zijdeweg verder afreist. Door de verschillende werelddelen is het dus makkelijker om te starten. Dit komt doordat beginnende spelers niet direct in aanraking komen met veel hogere levels monsters.
| Werelddeel               | Ras      | Levels  |
| ------------------------ | -------- | ------- |
| Oost-Europa              | Europees | 1-20    |
| China                    | Chinees  | 1-25    |
| West-China               | Chinees  | 21-30   |
| Klein-Azië               | Europees | 21-30   |
| Centraal-Azië            | Europees | 31-40   |
| Oase                     | Beide    | 31-60   |
| Taklamakan               | Beide    | 61-80   |
| Roc-berg                 | Beide    | 70-100  |
| Deltaveld                | Beide    | 100-103 |
| Koningsvallei            | Beide    | 100-105 |
| Storm- en Wolkenwoestijn | Beide    | 106-110 |
| Spiegel Dimensie         | Beide    | 111-120 |
| Kirk                     | Beide    | 121-123 |
| Geest Woestijn           | Beide    | 123-125 |

#### Steden
Er zijn zeven steden in de internationale versie van Silkroad: Chang'an (Jangan), Dunhuang (Donwhang), Hotan, Samarkand, Constantinopel (Constantinople), Alexandrië (Alexandria) en Baghdad. Alle steden bevatten een paar standaardwinkels. In deze winkels kan men allerlei dingen kopen die nuttig zijn voor het verloop van het spel. Steden bevatten geen aan te vallen monsters, deze komen alleen voor buiten de muren.
| Winkel                                   | Goederen |
| ---------------------------------------- | --- |
| Grocery trader (kruidenier)              | Winkel voor sieraden, alchemy spullen en 'capes' waarmee men met andere spelers kan PVP'en (Player vs Player)    |
| Herbalist (kruidengenezer)               | Winkel voor hp- en mp-drankjes en voor antigiffen                                                                |
| Weapon trader (wapenhandelaar)           | Winkel voor wapens, schilden en pijlen                                                                           |
| Protector trader (beschermingshandelaar) | Winkel voor harnassen, beschermende pakken en kleren                                                             |
| Inn keeper (herbergier)                  | Bank waar geld gestort of voor kleine vergoeding spullen opgeborgen en in elke stad weer opgenomen kunnen worden |

#### Kerkers
In de 'kerkers' - ondergrondse ruimten of tempelcomplexen - kan de speler onder bijzonder gevaarlijke omstandigheden zijn of haar vaardigheden oefenen. Kerkers zijn de 'Donwhang Dungeon', de Tombe van Qin Shihuangdi (Qin-Shi Tomb) en de 'Tempel' (Temple).

### Ruilen
Er zijn 3 verschillende ruilopties in het spel: Triangular conflict, stall en exchange.

#### Triangular conflict
Dit is het ruilen waar het spel op gebaseerd is: De zijderoute. Dit is de, zoals eerder genoemde, driehoeksverhouding. Spelers kunnen kiezen of zij een Trader, Hunter of Thief worden. Ieder heeft zijn eigen baan en doel.
Trader: Moeten spullen ruilen van stad tot stad om zo geld te verdienen. Met behulp van paarden kunnen deze worden getransporteerd. Traders kunnen kiezen hoeveel 'sterren' ze willen traden, hoe hoger het aantal sterren hoe moeilijker en duurder de trade. Traders werken samen met de hunters en kunnen thiefs aanvallen. Tijdens het traden kunnen er ook NPC thiefs komen, deze zijn zwak maar meestal met een groot aantal. Hierbij geldt: hoe meer sterren men trade hoe meer NPC thiefs.
Hunter: Moeten ervoor zorgen dat de handel van een trader rustig verloopt, zij jagen op thieves en werken/lopen samen met de traders.
Thief: Moeten de traders overvallen en hun goederen meenemen naar het thief dorp om ze daar te verkopen. Tijdens het lopen met gestolen goederen kunnen thiefs NPC hunters tegenkomen, die de goederen kunnen "terugstelen".

#### Stall
Dit is een aardig veel gebruikte vorm van ruilen in MMORPG's: Mensen staan in een stad met een stal, hierin kunnen zij tien spullen voor een bepaalde prijs te koop zetten en zo aan andere in de stad verkopen. Ook is er een plek waar men alle spullen geordend kan bekijken: 'Stall network', deze is toegankelijk voor iedereen die zich in de stad bevindt.
Recentelijk is het Consignmentsysteem aan Silkroad toegevoegd, spelers zijn niet meer genoodzaakt om een stall op te zetten, spelers kunnen nu simpel hun gewenste items bij de consingment npc registreren, en weer verdergaan met spelen, zodra een item verkocht is wordt de speler gewaarschuwd.

#### Exchange
Dit is een manier van ruilen die in bijna elke MMORPG wordt gebruikt: Twee mensen kunnen met elkaar ruilen door de ander een uitnodiging te sturen en te laten zien wat zij verkopen of bieden. Er moet tweemaal worden gecontroleerd voor de ruil wordt uitgevoerd, dit als anti-scam maatregel.

### Unieke monsters
In Silkroad zijn bepaalde 'Unieke Monsters'. Deze zijn te vergelijken met bazen. De unieke monsters bestaan uit: Tiger Girl (level 20), Cerberus (level 24), Ivy (level 30), Uruchi (level 40), Isyutaru (level 60), Lord Yarkan (level 80), Demon Shaitan (level 90), Medusa (level 105) en Roc (level 107). Deze laatste 'Unique' is pas geïmplementeerd in de internationale versie van het spel.

### Ervaringspunten
In MMORPG's spelen ervaringspunten een belangrijke rol bij de vordering van het personage. Door ervaringspunten zal het level van het personage stijgen en zullen de vaardigheden worden verbeterd. In Silkroad zullen er meerdere ervaringspunten zijn, waartoe onder meer punten voor opdrachten behoren. De opdrachten zijn: Als merchant een ruilroute afleggen, als hunter een thief doden, als thief en hunter doden, met een hunter iets ruilen met een merchant. De punten zijn verdeeld in vier categorieën: Ervaringspunten, Opdrachtpunten, Vaardigheidspunten en Statistiekpunten.
In SilkRoad begint men als een "leeg" karakter. Deze kan in het begin naar eigen smaak worden aangepast. men kan bijvoorbeeld kiezen uit verschillende uiterlijke kenmerken (man/vrouw) en verschillende wapens om mee te vechten. Naarmate het personage sterker wordt en zijn level gaat stijgen kan de speler uit verschillende spreuken of vaardigheden kiezen. De speler heeft veel opties om geld te verdienen. Men kan het karakter laten werken ("job") zoals een Merchant, maar men kan ook gevonden voorwerpen verkopen. Monsters laten ook vrijwel altijd geld vallen.

### Bot Ban
Op 3 maart 2008 kondigde Joymax aan om spelers die 'bots' gebruiken te gaan blokkeren van het spel. Dit omdat deze 'bots', die voor de speler spelen terwijl deze niet aanwezig hoeft te zijn, ervoor zorgen dat de servers altijd vol zitten. In de eerste sessie werden ongeveer tussen de 3000 en 4000 accounts geblokkeerd per server. Twee dagen later was er een nieuwe sessie waar weer tussen de 3000 en 4000 accounts per server werden geblokkeerd. In totaal heeft Joymax nu meer dan 50.000 accounts geblokkeerd. Ze hebben bekendgemaakt nog niet klaar te zijn met hun War against Bots. Tegenwoordig zitten de servers nooit meer vol.

### Europa
De Europese update (ook wel Legend I genoemd) was de grootste update van allemaal. Na deze update werd de map bijna twee keer zo groot en kwamen er twee steden bij: Constantinopel en Samarkand. Dit om het nieuwe ras te huisvesten: De Europeanen. Vanaf deze update kon iedereen kiezen of hij een Chinees of Europees karakter maakte, ieder ras met zijn eigen wapens, vaardigheden, pluspunten en minpunten. Zo werden de Europeanen veel krachtiger maar werd de tijd die nodig was om het volgende 'drankje' in te nemen verhoogd van één seconde bij een chinees karakter tot vijftien seconden bij een Europeaan.

### Uitbreidingen
Ondertussen zijn ook Legend II, III en III+ en IV uit.
Door de uitbreiding van Legend II kan men met grote veldslagen meedoen met de Guild om het zogenaamde Jangan Fortress in te nemen, daarom heet het ook Fortress war. Momenteel zijn er twee Fortresses in Jangan, waardoor ze taxes (belastingen) kunnen zetten op prijzen in Jangan.
Door legend III is het hoogst haalbare level van 80 naar 90 gestegen en is er ook een nieuw speelgebied opengegaan: Roc Mountain, waardoor nu ook Shaitan gedood kan worden.
Door legend III+ is de tweede fortress bij Jangan geopend: De Bandit Fortress.
Met Legend IV is er een nieuwe area geopend: De Chi'in Tomb. In deze tombe is het mogelijk om het karakter op level 100 te krijgen, ook is de toegang geopend naar het unique monster Medusa. (BeakYung The White Viper) Samen met deze update zijn er ook een aantal aanpassingen gekomen in de interface van het spel.
In maart 2010 is er een nieuwe update gekomen, de zogenaamde Legend V update. Met Legend V is er een nieuw deel toegevoegd: Alexandria. Tegenwoordig is het hoogst haalbare level 125. Spelers kunnen nu ook gebruikmaken van een Jobtemple, waar hunters, traders en thiefs met elkaar kunnen vechten, en is er ook een tempel toegevoegd waar je speciale unieke monsters kunt vechten.

### Silkroad R
Op 16 december 2011 heeft Joymax aangekondigd dat er een remake van Silkroad komt in 2012.
Deze remake heet Silkroad-R en is een totaal nieuwe Silkroad met verbeteringen ten opzichte van de oude versie.
Een aantal verbeterde punten zijn: nieuwe vaardigheden, minder tijd nodig om een hoger level te halen en betere anti bot/hack/cheat systemen.
Echter, de oude Silkroad blijft evengoed speelbaar, maar Joymax gaat nu alleen nog uitbreidingen maken voor Silkroad R..